# Manzhouli
Cette page contient des caractères spéciaux ou non latins. S’ils s’affichent mal (▯, ?, etc.), consultez la page d’aide Unicode.
Manzhouli, (chinois : 满洲里市 ; pinyin : Mǎnzhōulǐ shì ; litt. « Ville du Lieu mandchou », mongol : ᠮᠠᠨᠵᠤᠤᠷ
ᠬᠣᠲᠠ, VPMC : manjuur qota, cyrillique : Манжуур хот, MNS : Manjuur khot, littéralement : ville mandchoue), parfois translittéré : Mandchouli, établie en janvier 1941, est une ville de la région autonome de Mongolie-Intérieure en Chine. C'est une ville-district placée sous la juridiction administrative de la ville-préfecture de Hulunbuir.

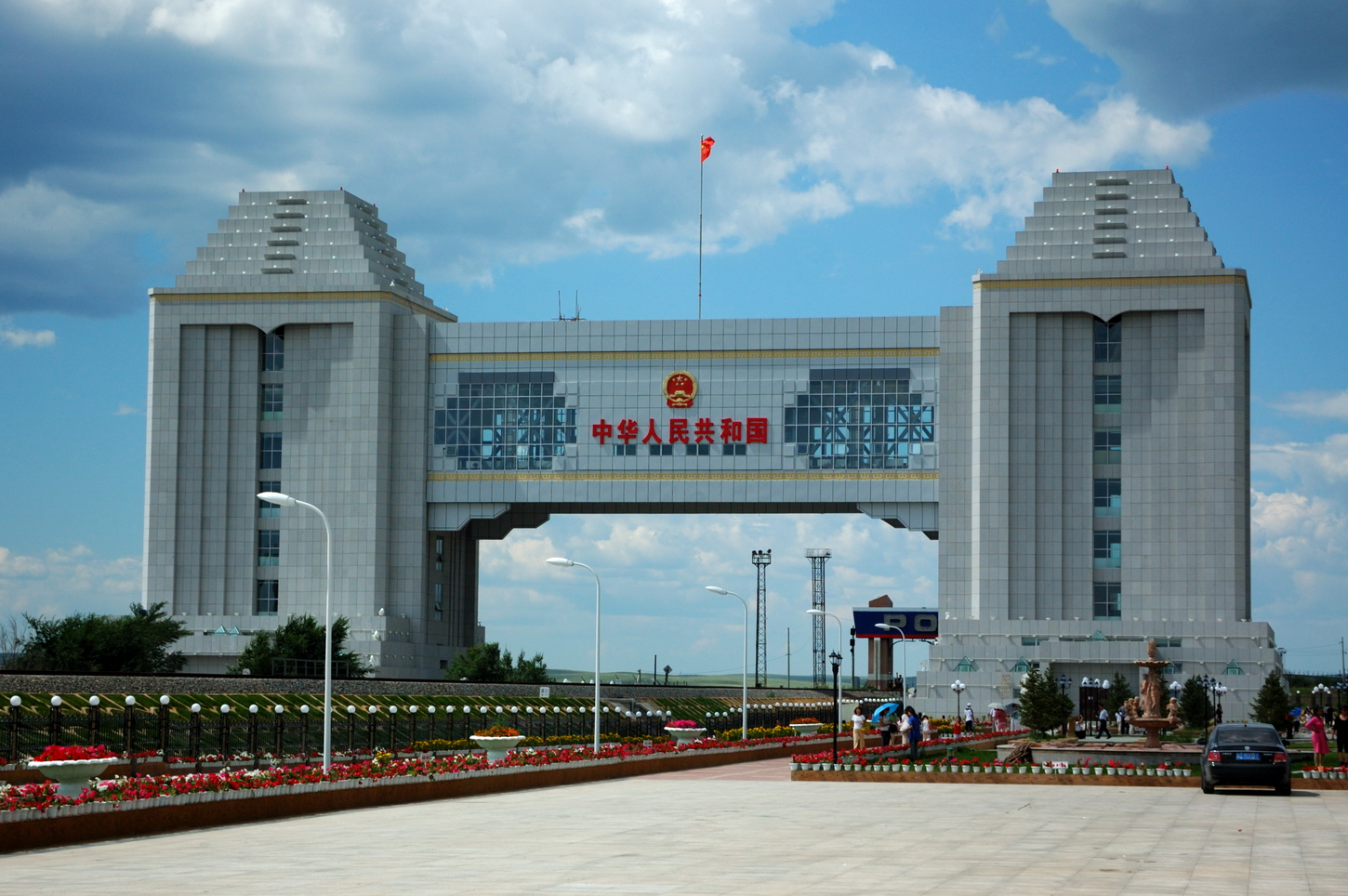
Frontière

C'est une ville frontalière avec la Russie et pour cette raison, on y trouve de nombreux magasins où les enseignes sont écrites en russe, ainsi qu'un nombre important de visiteurs russes. Les panneaux de circulation sont généralement quadrilingue : mongol, chinois, russe et anglais.

## Démographie
La population du district était de 243 473 habitants en 2010, en hausse par rapport à 1999 (158 263 habitants). 95 % des habitants sont des Hans.

## Économie et industrie
La ville comporte un important parc éolien, l'énergie produite est en partie revendue en dehors de la ville.
La municipalité a abrité des mines de charbon.

## Histoire
Durant la guerre civile russe, la ville, qui était desservie par le chemin de fer de l’Est chinois, servit de quartier-général à l'ataman Semenov.

## Transports
La ville est desservie par l'aéroport de Manzhouli Xijiao.
Elle comporte également la gare de Manzhouli (zh) (满洲里站), construite à partir de 1901.

## Culture
Manzhouli comporte plusieurs musées : 
- Le musée de Manzhouli (满洲里市博物馆), créé en 1926 ;
- Le musée Zalainuoer (扎赉诺尔博物馆, zālàinuò'ěr bówùguǎn) abrite différentes collections permanentes, sur la préhistoire et l'histoire de la région, ainsi qu'une section sur le travail dans les mines. Il est situé au bord d'un parc comprenant des sculptures de mammouths, autrefois nombreux dans la région, ainsi qu'une reproduction de la cathédrale Saint-Basile-le-Bienheureux de Moscou.
- Les citoyens chinois peuvent visiter la zone frontalière et ferroviaire entre la Chine et la Russie, mais c'est interdit aux étrangers, même russes. On peut y voir quelques photographies de l'histoire de la région et y observer le côté russe de la frontière.

## Galerie

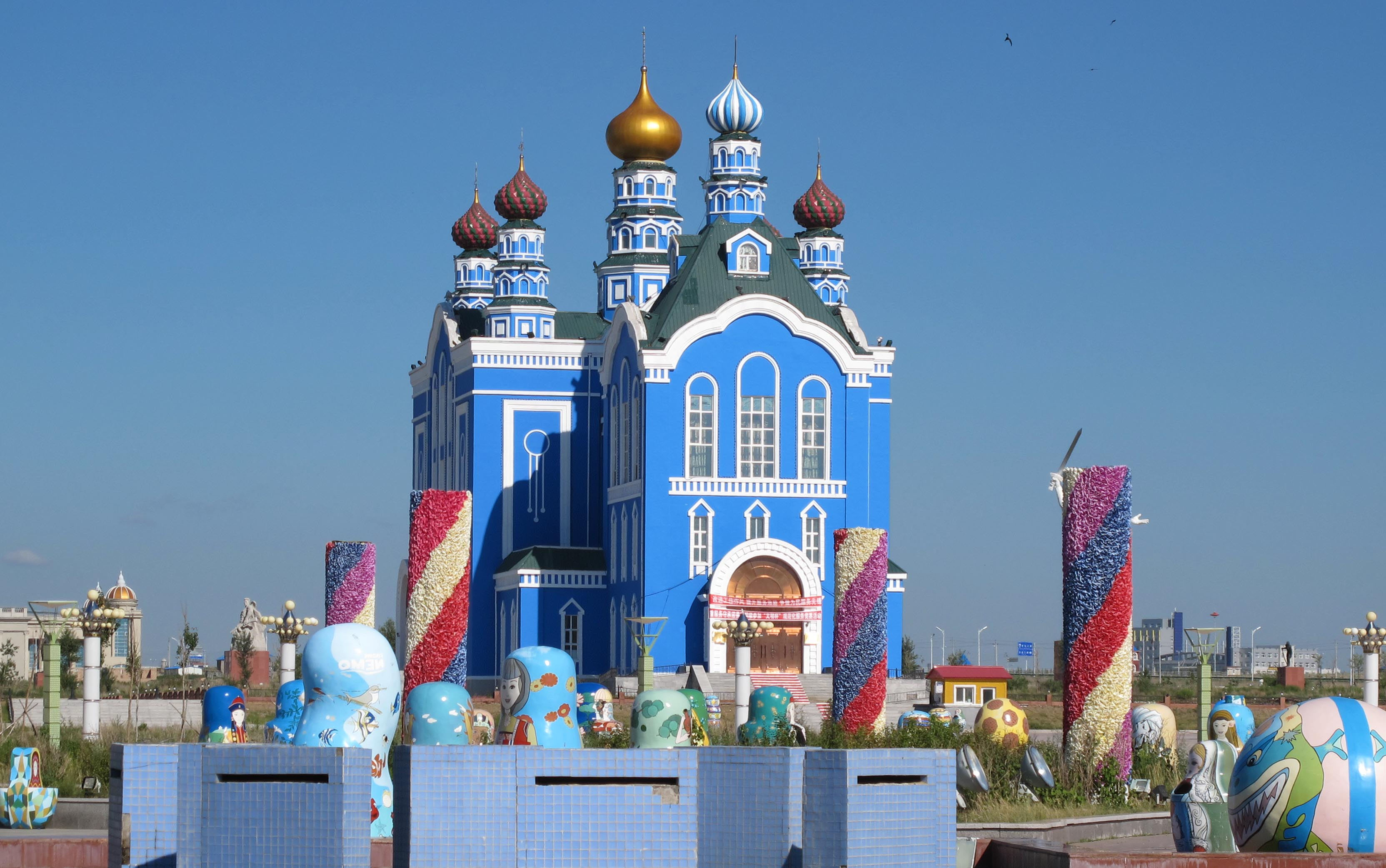
Un des nombreux bâtiments et poupées matrioshka d'inspiration russe dans la ville.
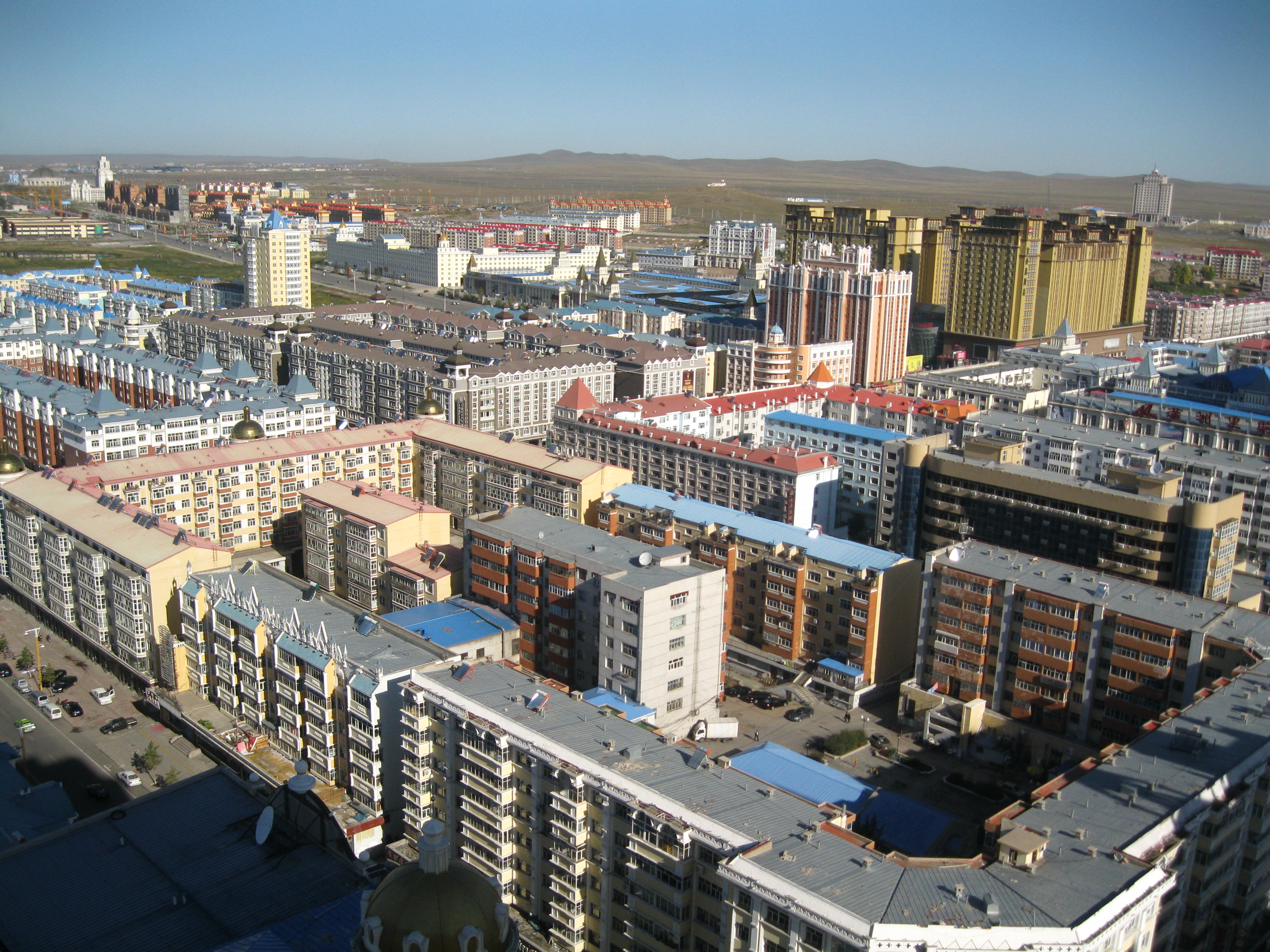
Vue d'une partie de la ville et des paysages de steppe qui l'entoure au fond.
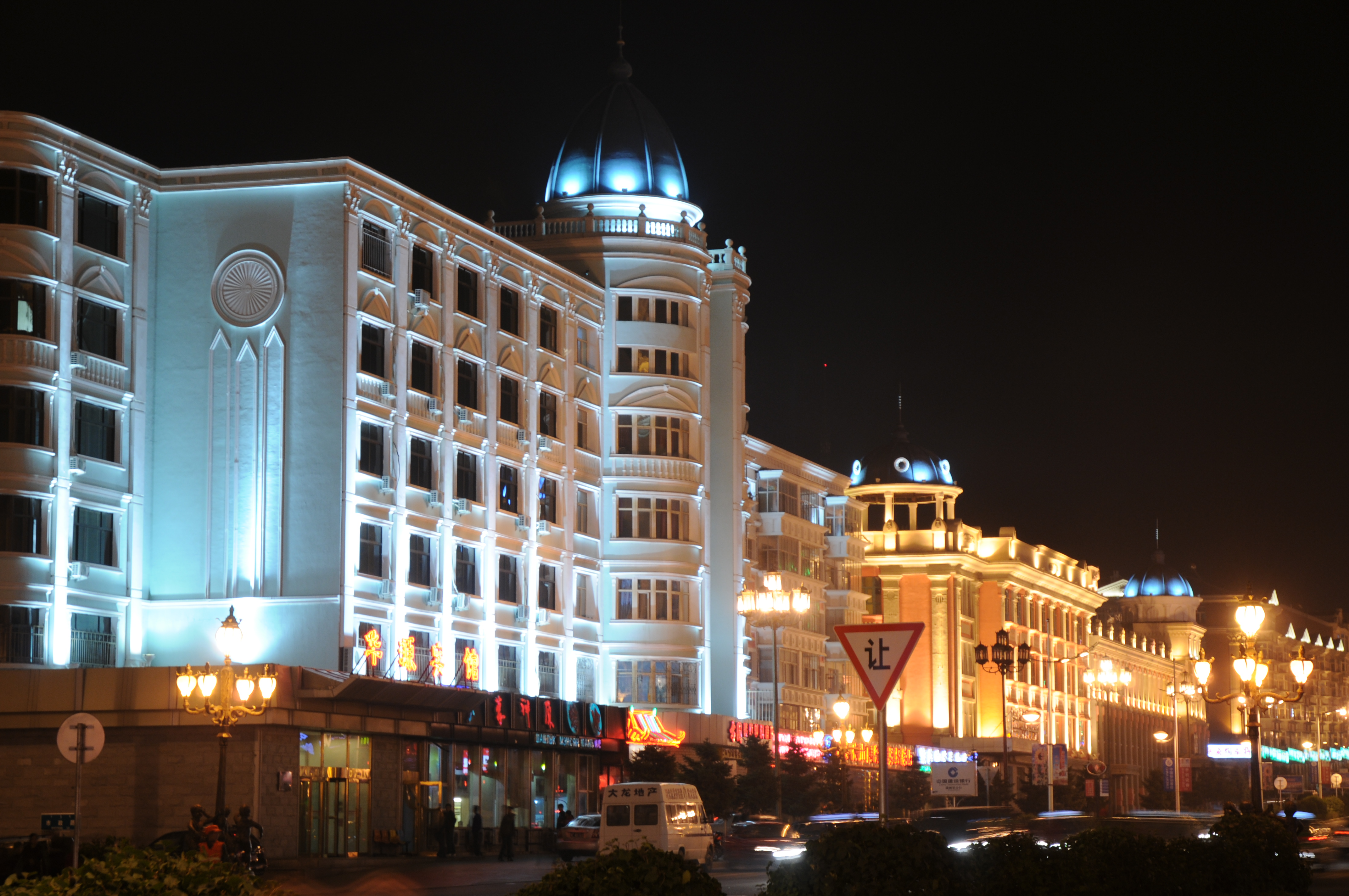
Une rue de Manzhouli la nuit, en 2008.